# Grabaț, Timiș
Grabaț (română Grăbești - 1924 germană Grabatz, maghiară Garabos, Garabacz, Grabac) este un sat în comuna Lenauheim din județul Timiș, Banat, România.

## Localizare
Grabaț se situează în vestul județului Timiș, 10 km la nord de orașul Jimbolia, pe drumul județean DJ594. Nu mai are stație CFR proprie, linia fiind abandonată. Se învecinează la nord cu Gottlob (7 km pe DJ594), la nord-est cu Bulgăruș (7 km pe drumul comunal DC15), la vest cu Lenauheim (4 km pe DC14), la sud cu Jimbolia, la sud-vest cu Comloșu Mic (6 km pe DC16), la vest cu Comloșu Mare (9 km pe DC14).

## Istorie
Satul Grabaț a fost înființat în 1764. Administrația imperială a Banatului a dispus atunci crearea unei noi colonii. Astfel, Wilhelm von Hildebrandt, consilierul administrativ pe lângă curtea imperială de la Viena, a dispus construirea caselor fără ca vreun colonist să se fi stabilit aici. Un an mai târziu, în 1769, circa 40 de familii de coloniști șvabi s-au însediat în noua așezare. După modelul satelor de coloniști, biserica, casa parohială, școala, primăria și birtul au fost construite în punctul central al satului. Numele de Grabaț este de origine slavă și exista deja atunci când au venit șvabii, însă nu descria o așezare anume ci descria această zonă locuită răzleț de crescători de vite sârbi.

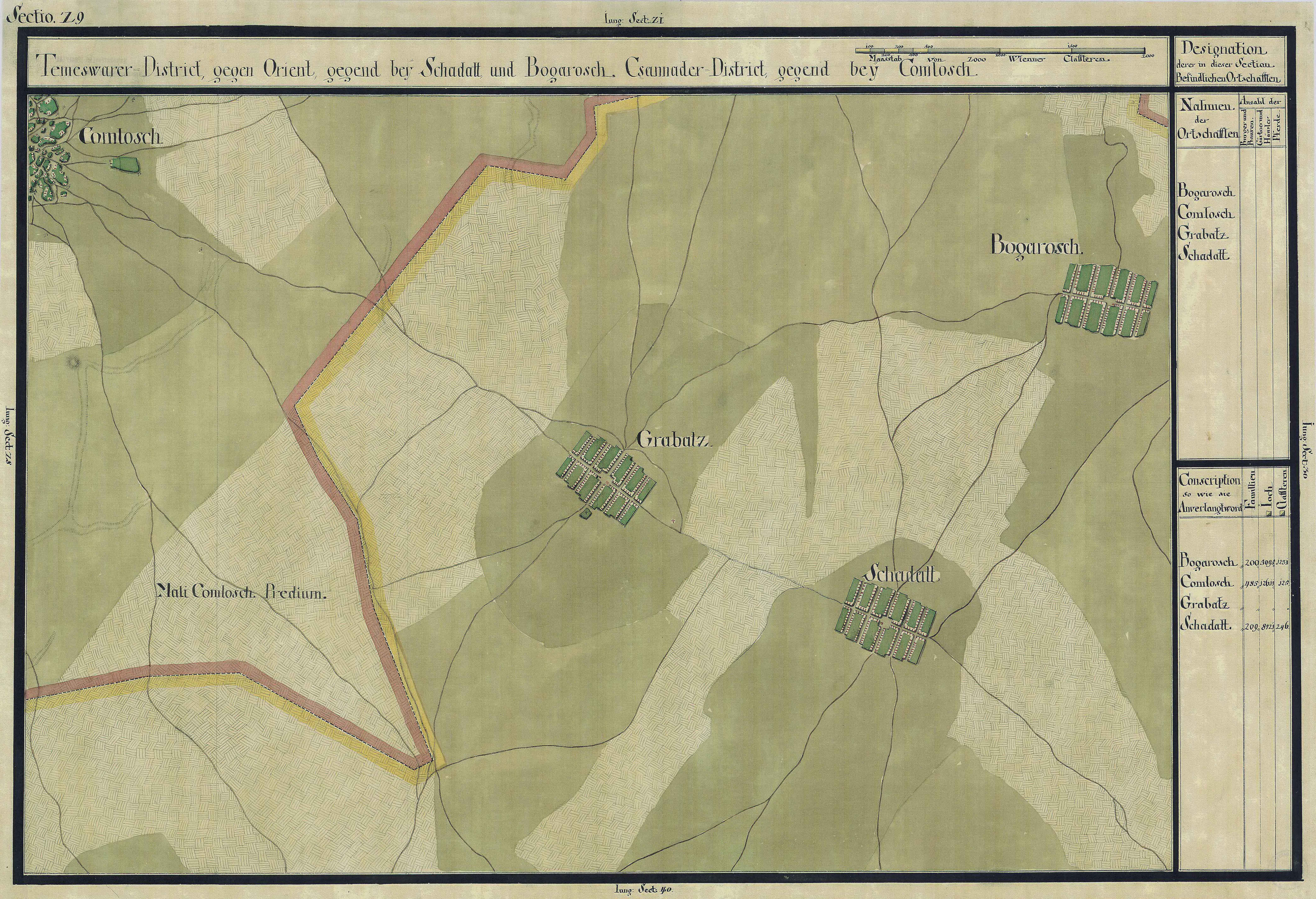
Grabaț în Harta Iosefină a Banatului, 1769-72

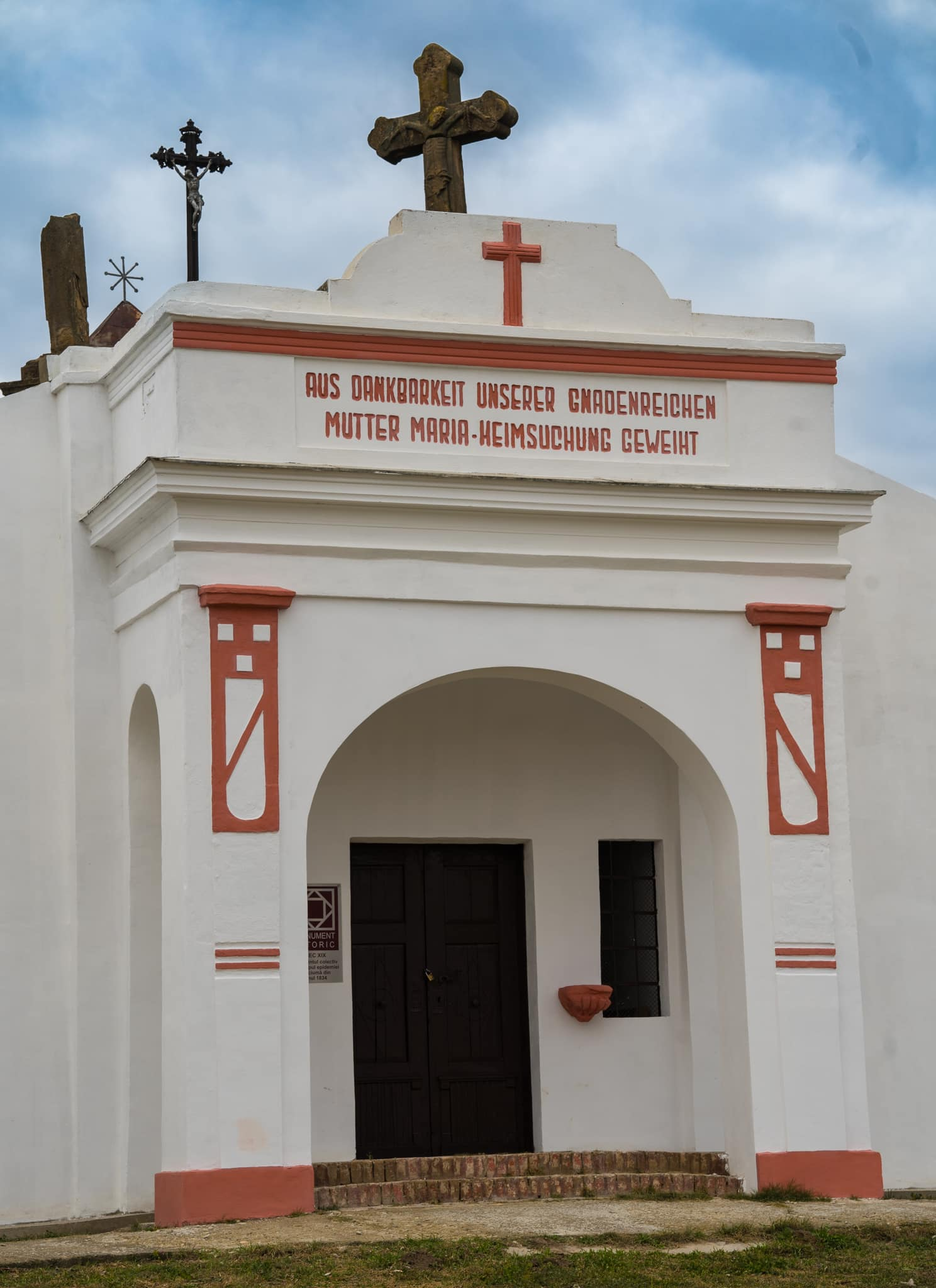